# Чорногорія на Дитячому пісенному конкурсі Євробачення
Дебют Чорногорії на Дитячому Пісенному конкурсі Євробачення відбувся у 2014 році. Після другої участі у 2015 році країна більше не поверталася до конкурсу. Першою представницею Чорногорії на Дитячому Євробаченні стали Маша Вуядінович та Лейла Вуліч з піснею «Budi dijete na jedan dan» (Бути дитиною один день), що посіла 14 місце. Другою представницею країни на конкурсі стала Яна Міркович, яка виконала пісню «Oluja» (Шторм) і принесла країні найкращий результат на Дитячому пісенному конкурсі Євробачення, посівши 13 місце з 36 балами.
У 2005 році Чорногорія брала участь у конкурсі у складі Сербії і Чорногорії.

## Учасники
Умовні позначення
     Переможець
     Друге місце
     Третє місце
     Четверте місце
     П'яте місце
     Останнє місце
| Рік  | Місце проведення | Учасник                        | Пісня                                               | Місце | Бали |
| ---- | ---------------- | ------------------------------ | --------------------------------------------------- | ----- | ---- |
| 2014 | Марса            | Маша Вуядінович та Лейла Вуліч | «Budi dijete na jedan dan» (Бути дитиною один день) | 14    | 24   |
| 2015 | Софія            | Яна Міркович                   | «Oluja» (Шторм)                                     | 13    | 36   |

## Історія голосування (2014-2015)
| №  | Віддано            | Віддано | Отримано           | Отримано |
| №  | Країна             | Очок    | Країна             | Очок     |
| -- | ------------------ | ------- | ------------------ | -------- |
| 1  | Сербія             | 19      | Сербія             | 12       |
| 2  | Мальта             | 16      | Мальта             | 10       |
| 3  | Болгарія           | 14      | Північна Македонія | 8        |
| 4  | Італія             | 13      | Словенія           | 5        |
| 5  | Україна            | 10      | Албанія            | 1        |
| 6  | Вірменія           | 9       | Грузія             | ―        |
| 7  | Албанія            | 8       | Італія             | ―        |
| 8  | Словенія           | 5       | Австралія          | ―        |
| 9  | Північна Македонія | 5       | Вірменія           | ―        |
| 10 | Росія              | 5       | Болгарія           | ―        |
| 11 | Грузія             | 4       | Кіпр               | ―        |
| 12 | Кіпр               | 4       | Україна            | ―        |
| 13 | Австралія          | 3       | Росія              | ―        |
| 14 | Нідерланди         | 1       | Нідерланди         | ―        |